# Comparatore di fase

Quattro comparatori di fase. Il flusso del segnale è da sinistra a destra. In alto a sinistra c'è una cella di Gilbert, che lavora bene con onde sinusoidali e quadre, meno bene con gli impulsi. Nel caso delle onde quadre lavora come un gate di tipo XOR, che può essere anche implementato con dei gate di tipo NAND. In mezzo a sinistra ci sono due comparatori di fase: aggiungendo una retroazione ed eliminando un gate NAND si ottiene un comparatore di frequenza. La linea di ritardo serve a eliminare la dead band. Sulla destra si vede una pompa di carica con un filtro alla sua uscita.

Un comparatore di fase, in inglese phase detector è un circuito elettronico che genera un segnale di uscita che rappresenta la differenza di fase tra i due segnali di ingresso. È spesso implementato con un mixer, ed è un elemento essenziale dei PLL.
Confrontare la fase di due segnali è molto importante in svariate applicazioni, tra esse il controllo di motori elettrici, nel campo dei radar, delle telecomunicazioni (in particolare nei demodulatori).

## Comparatore di fase elettronico
Alcune tecniche per l'elaborazione dei segnali come quelle usate nei radar richiedono di conoscere sia l'ampiezza che la fase del segnale, in modo da ricostruire tutte le informazioni trasportate da tale segnale. Una tecnica è usare un product detector, cioè un particolare demodulatore dei segnali di tipo AM con due ingressi. A uno viene collegato il segnale da ricevere, all'altro un segnale di riferimento: l'uscita rappresenta la differenza di fase tra i segnali. Se il segnale ha una frequenza differente rispetto al riferimento, l'uscita sarà periodica alla frequenza differenza tra le due.
I comparatori di fase per i PLL possono essere classificati in due tipi:
- un primo tipo è progettato per avere in ingresso segnali analogici o segnali digitali a onda quadra e produce in uscita un impulso alla differenza tra le frequenza. I comparatori del primo tipo producono sempre una forma d'onda di uscita, che deve essere filtrata in modo da poter controllare il VCO di un PLL;
- un secondo tipo è sensibile solo alla temporizzazione relativa tra i fronti dei segnali d'ingresso, e produce un'uscita costante proporzionale alla differenza di fase tra i due segnali quando i due segnali hanno la stessa frequenza.

## Tipi
Un tipo molto semplice di comparatore di fase può essere ottenuto tramite un gate di tipo XOR. Quando i due segnali comparati sono esattamente in fase, l'uscita del gate XOR sarà costantemente a zero. Quando i due segnali differiscono in fase di 1 grado, l'uscita del gate XOR sarà alta per un centottantesimo di periodo, cioè la frazione del periodo durante la quale i due segnali differiscono di valore. Quando i segnali differiscono di 180 gradi, cioè un segnale è alto mentre l'altro è basso e viceversa, l'uscita del XOR rimane alta per tutto il periodo. Applicando l'uscita del XOR a un filtro passa-basso si ottiene una tensione proporzionale alla differenza di fase tra i due segnali.
Un comparatore di fase può essere anche ottenuto con un moltiplicatore analogico (che è la migliore soluzione per segnali di tipo sinusoidale), con un circuito sample and hold, con una pompa di carica o con un circuito logico formato da flip-flop.
Quando un comparatore di fase basato su circuiti logici è usato in un PLL, esso porta velocemente il VCO a sincronizzarsi con il segnale di ingresso, anche se la frequenza del segnale di ingresso è molto diversa da quella iniziale del VCO. Questi comparatori di fase hanno anche altre proprietà importanti, come una migliore accuratezza quando la differenza di fase tra i due segnali è molto piccola. Questo avviene perché un comparatore di fase ha un pull-in range (cioè la massima differenza di frequenza tra il riferimento di frequenza e l'oscillatore che il PLL può sincronizzare) molto maggiore di quello di un comparatore basato su un mixer analogico. D'altro canto, un comparatore basato su un mixer ha migliori prestazioni per quanto riguarda il rumore di fase e la sensibilità del sistema, ed è anche di più semplice creazione.

### Comparatore di fase e frequenza
Un comparatore di fase e frequenza (in inglese phase-frequency detector, PFD) è un circuito sequenziale asincrono, originariamente ottenuto con quattro flip-flop (come negli integrati CD4046 della RCA e nel MC4344 della Motorola introdotti negli anni Settanta). Questo comparatore ha il vantaggio di produrre un'uscita non nulla anche quando i due segnali di ingresso differiscono non solo in fase ma anche in frequenza. Ciò permette di prevenire il fenomeno del false lock, cioè quando il PLL si aggancia con una fase o una frequenza diversa da quella del segnale di ingresso.
I comparatori di fase e frequenza soffrono comunque del fenomeno chiamato dead band, letteralmente "zona morta", cioè quando il dispositivo non dà uscita anche se la differenza di fase è non nulla. Ciò avviene principalmente quando la differenza di fase è molto piccola. Nel 1976 si dimostrò che usando un comparatore di fase a tre stati (usando due soli flip-flop) invece delle soluzioni della RCA e della Motorola (che avevano ben dodici stati) era possibile ridurre il problema della dead band Sono necessarie però anche altre soluzioni in quanto il circuito a tre stati non è sempre utilizzabile, in quanto non adatto a certe applicazioni, come il clock recovery.